# Shin Joon-sup
Shin Joon-sup (in hangŭl: 신준섭; 17 giugno 1963) è un ex pugile sudcoreano.

## Palmarès

### Olimpiadi
- 1 medaglia:
  - 1 oro (Los Angeles 1984 nei pesi medi)

### Giochi asiatici
- 1 medaglia:
  - 1 oro (Seul 1986 nei pesi medi)